# Liga dos Campeões da UEFA de 2017–18 – Play-off
A Rodada de play-off da Liga dos Campeões da UEFA de 2017–18 foi disputada entre os dias 15 e 23 de agosto de 2017. Um total de 20 equipes jogaram nesta fase.
Todas as partidas seguem o Horário de Verão da Europa Central (UTC+2).

## Play-off
O sorteio foi realizado em 4 de agosto de 2017. A rodada play-off é dividida em duas seções distintas: Caminho dos Campeões (para Liga dos Campeões) e Rota da Liga (para as equipes não campeãs da liga). As equipes perdedoras em ambas as seções entrarão na fase de grupos da Liga Europa da UEFA de 2017–18.
| Equipe 1                           | Total                | Equipe 2             | 1.º jogo             | 2.º jogo             |                      |
| Caminho dos Campeões               | Caminho dos Campeões | Caminho dos Campeões | Caminho dos Campeões | Caminho dos Campeões | Caminho dos Campeões |
| ---------------------------------- | -------------------- | -------------------- | -------------------- | -------------------- | -------------------- |
| Qarabağ                            | 2–2(gf)              | København            | 1–0                  | 1–2                  |                      |
| APOEL                              | 2–0                  | Slavia Praha         | 2–0                  | 0–0                  |                      |
| Olympiacos                         | 3–1                  | Rijeka               | 2–1                  | 1–0                  |                      |
| Celtic                             | 8–4                  | Astana               | 5–0                  | 3–4                  |                      |
| Hapoel Be'er Sheva                 | 2–2(gf)              | Maribor              | 2–1                  | 0–1                  |                      |
| Caminho dos Não-Campeões           |                      |                      |                      |                      |                      |
| Predefinição:Futebol İstanbul B.B. | 3–4                  | Sevilla              | 1–2                  | 2–2                  |                      |
| Young Boys                         | 0–3                  | CSKA Moscou          | 0–1                  | 0–2                  |                      |
| Napoli                             | 4–0                  | Nice                 | 2–0                  | 2–0                  |                      |
| Hoffenheim                         | 3–6                  | Liverpool            | 1–2                  | 2–4                  |                      |
| Sporting                           | 5–1                  | Steaua Bucareste     | 0–0                  | 5–1                  |                      |

### Jogo 1
| 15 de agosto de 2017 | Qarabağ     | 1 – 0     | København | Estádio Tofiq Bahramov, Baku                   |
| 18:00                | Madatov 25' | Relatório |           | Público: 31 250 Árbitro: ITA Paolo Tagliavento |

| Qarabağ | Copenhague |

| 23 de agosto de 2017 | København                    | 2 – 1     | Qarabağ    | Estádio Parken, Copenhague                            |
| 20:45                | Santander 45' · Pavlović 66' | Relatório | Ndlovu 63' | Público: 21 222 Árbitro: ESP Alberto Undiano Mallenco |

| Copenhague | Qarabağ |

2–2 no placar agregado. Qarabağ venceu pela regra do gol fora de casa.

### Jogo 2
| 15 de agosto de 2017 | APOEL                         | 2 – 0     | Slavia Praha | Estádio GSP, Nicósia                             |
| 20:45                | de Camargo 2' · Aloneftis 10' | Relatório |              | Público: 13 073 Árbitro: ESP Antonio Mateu Lahoz |

| APOEL | Slavia Praga |

| 23 de agosto de 2017 | Slavia Praha | 0 – 0     | APOEL | Eden Arena, Praga                          |
| 20:45                |              | Relatório |       | Público: 18 844 Árbitro: SRB Milorad Mažić |

| Slavia Praga | APOEL |

APOEL venceu por 2–0 no placar agregado.

### Jogo 3
| 16 de agosto de 2017 | Olympiacos                     | 2 – 1     | Rijeka    | Estádio Karaiskákis, Pireu                |
| 20:45                | Odjidja-Ofoe 66' · Romao 90+3' | Relatório | Héber 42' | Público: 21 352 Árbitro: GER Felix Zwayer |

| Olympiakos | Rijeka |

| 22 de agosto de 2017 | Rijeka | 0 – 1     | Olympiacos | Stadion Rujevica, Rijeka                   |
| 20:45                |        | Relatório | Marin 25'  | Público: 8 105 Árbitro: NED Danny Makkelie |

| Rijeka | Olympiakos |

Olympiakos venceu por 3–1 no placar agregado.

### Jogo 4
| 16 de agosto de 2017 | Celtic                                                                     | 5 – 0     | Astana | Celtic Park, Glasgow                        |
| 20:45                | Postnikov 32' (g.c.) · Sinclair 42', 60' · Forrest 79' · Shitov 88' (g.c.) | Relatório |        | Público: 54 016 Árbitro: ROU Ovidiu Hațegan |

| Celtic | Astana |

| 22 de agosto de 2017 | Astana                                            | 4 – 3     | Celtic                                    | Astana Arena, Astana                        |
| 17:30                | Ajer 26' (g.c.) · Muzhikov 48' · Twumasi 49', 69' | Relatório | Sinclair 34' · Ntcham 80' · Griffiths 90' | Público: 19 075 Árbitro: CZE Pavel Královec |

| Astana | Celtic |

Celtic venceu por 8–4 no placar agregado.

### Jogo 5
| 16 de agosto de 2017 | Hapoel Be'er Sheva                | 2 – 1     | Maribor     | Estádio Turner, Bersebá                     |
| 20:45                | Nwakaeme 12' · Tzedek 45+2' (pen) | Relatório | Tavares 10' | Público: 15 265 Árbitro: SWE Jonas Eriksson |

| Hapoel BS | Maribor |

| 22 de agosto de 2017 | Maribor   | 1 – 0     | Hapoel Be'er Sheva | Stadion Ljudski vrt, Maribor                 |
| 20:45                | Viler 15' | Relatório |                    | Público: 12 066 Árbitro: ITA Gianluca Rocchi |

| Maribor | Hapoel BS |

2–2 no placar agregado. Maribor venceu pela regra do gol fora de casa.

### Jogo 6
| 16 de agosto de 2017 | Predefinição:Futebol İstanbul B.B. | 1 – 2     | Sevilla                       | Estádio Başakşehir Fatih Terim, Istambul    |
| 20:45                | Elia 64'                           | Relatório | Escudero 16' · Ben Yedder 84' | Público: 12 894 Árbitro: FRA Clément Turpin |

| İstanbul | Sevilla |

| 22 de agosto de 2017 | Sevilla                       | 2 – 2     | Predefinição:Futebol İstanbul B.B. | Estádio Ramón Sánchez Pizjuán, Sevilha      |
| 20:45                | Escudero 52' · Ben Yedder 75' | Relatório | Elia 17' · Višća 83'               | Público: 34 278 Árbitro: SCO William Collum |

| Sevilla | İstanbul |

Sevilla venceu por 4–3 no placar agregado.

### Jogo 7
| 15 de agosto de 2017 | Young Boys | 0 – 1     | CSKA Moscou       | Stade de Suisse, Berna                                |
| 20:45                |            | Relatório | Nuhu 90+1' (g.c.) | Público: 20 003 Árbitro: ESP David Fernández Borbalán |

| Young Boys | CSKA Moscou |

| 23 de agosto de 2017 | CSKA Moscou                   | 2 – 0     | Young Boys | VEB Arena, Moscou                               |
| 20:45                | Schennikov 45' · Dzagoyev 64' | Relatório |            | Público: 15 560 Árbitro: GRE Tasos Sidiropoulos |

| CSKA Moscou | Young Boys |

CSKA Moscou venceu por 3–0 no placar agregado.

### Jogo 8
| 16 de agosto de 2017 | Napoli                           | 2 – 0     | Nice | Estádio San Paolo, Nápoles                    |
| 20:45                | Mertens 13' · Jorginho 70' (pen) | Relatório |      | Público: 49 324 Árbitro: POL Szymon Marciniak |

| Napoli | Nice |

| 22 de agosto de 2017 | Nice | 0 – 2     | Napoli                     | Allianz Riviera, Nice                      |
| 20:45                |      | Relatório | Callejón 48' · Insigne 89' | Público: 32 103 Árbitro: SVN Damir Skomina |

| Nice | Napoli |

Napoli venceu por 4–0 no placar agregado.

### Jogo 9
| 15 de agosto de 2017 | Hoffenheim | 1 – 2     | Liverpool                                   | Rhein-Neckar-Arena, Sinsheim               |
| 20:45                | Uth 87'    | Relatório | Alexander-Arnold 35' · Nordtveit 74' (g.c.) | Público: 25 568 Árbitro: NED Björn Kuipers |

| Hoffenheim | Liverpool |

| 23 de agosto de 2017 | Liverpool                                      | 4 – 2     | Hoffenheim           | Anfield, Liverpool                          |
| 20:45                | Can 10', 21' · Salah 18' · Roberto Firmino 63' | Relatório | Uth 28' · Wagner 79' | Público: 51 808 Árbitro: ITA Daniele Orsato |

| Liverpool | Hoffenheim |

Liverpool venceu por 6–3 no placar agregado.

### Jogo 10
| 15 de agosto de 2017 | Sporting | 0 – 0     | Steaua Bucareste | Estádio José Alvalade, Lisboa            |
| 20:45                |          | Relatório |                  | Público: 46 678 Árbitro: GER Felix Brych |

| Sporting | Steaua |

| 23 de agosto de 2017 | Steaua Bucareste  | 1 – 5     | Sporting                                                                | Arena Națională, Bucareste                |
| 20:45                | Júnior Morais 20' | Relatório | Doumbia 13' · Acuña 60' · Gelson Martins 64' · Dost 75' · Battaglia 88' | Público: 49 220 Árbitro: TUR Cüneyt Çakır |

| Steaua | Sporting |

Sporting venceu por 5–1 no placar agregado.